# 大原久友
大原 久友（おおはら ひさとも、1912年12月26日 - 1994年9月25日）は、日本の畜産学者・農学者・元地方公務員。専門は、畜産学・酪農学・草地学。学位は、農学博士（北海道大学・1945年）。元帯広畜産大学学長。恩師は井口賢三。

## 経歴
北海道苫前郡羽幌町生まれ。1936年（昭和11年）北海道帝国大学農学部を卒業し、北海道庁技官。1942年（昭和17年）帯広高等獣医学校教授を経て、1950年（昭和25年）帯広畜産大学畜産学部教授。1969年（昭和44年）、同学長事務取扱。1970年（昭和45年）帯広畜産大学5代学長に就任し、学園紛争を早期に解決した。1976年（昭和51年）同学長退任、酪農総合研究所初代所長に就任。1977年（昭和52年）帯広畜産大学停年退官、同名誉教授。雪印メグミルク酪農総合研究所所長（〜1982年）。酪農学園大学酪農学部非常勤講師（〜1982年）。
1945年、北海道大学より農学博士の学位を取得。学位論文の題は「北海道産笹類の家畜栄養学的研究」。

## 受賞歴
- 日本草地学会賞（1961年）[1]
- 北海道文化賞（1974年）[1]
- 勲二等旭日重光章（1984年）
- 北海道開発功労者賞（1991年）[1]

## 著書
- 『牧野とその經營（北農叢書2巻）』（柏葉書院、1946年）
- 『草地と酪農』（編著、平原社、1959年）
- 『草地学概論』（明文書房、1965年初版・1975年第7刷）

などがある。